# Leslie Browne
Leslie Browne (nacida el 29 de junio de 1957) es una primera bailarina y actriz estadounidense. 
Fue bailarina principal del American Ballet Theatre en la ciudad de Nueva York desde 1986 hasta 1993. También fue nominada a un Premio Oscar a la Mejor Actriz de Reparto , así como a un Globo de Oro a los 20 años, por interpretando a una joven bailarina invitada a unirse a una gran compañía de ballet de Nueva York en The Turning Point (1977).

## Carrera en el ballet
En 1976 se unió al American Ballet Theatre como solista, luego se convirtió en directora en 1986. Se retiró de la compañía en 1993. Desde entonces, ha hecho apariciones especiales, estudió actuación durante tres años e hizo su debut en Broadway. También ha coreografiado y enseñado danza. En 1997, la Alianza de Danza de la Ciudad de Nueva York le otorgó el Premio al Logro Distinguido.